# 6505 Muzzio
A 6505 Muzzio (ideiglenes jelöléssel 1976 AH) egy kisbolygó a Naprendszerben. Felix Aguilar Obszervatórium fedezte fel 1976. január 3-án.